# Club Nouveau
Club Nouveau – amerykańska grupa muzyczna założona w 1986 roku w Sacramento przez producenta muzycznego Jaya Kinga.
W skład zespołu wchodzili Valerie Watson, Denzil Foster, Thomas McElroy oraz Samuelle Prater – w większości byli muzycy zespołu The Timex Social Club. Debiutancki album zespołu, Life, Love & Pain, ukazał się w 1986 roku a pochodzący z tego albumu i wydany rok później singel „Lean on Me” wspiął się na pierwsze miejsca list w USA i większości krajów w Europie. Kolejny singel, „Why You Treat Me So Bad”, częściowo powtórzył sukces poprzednika zajmując drugie miejsce listy R&B w USA.
W 1988 roku zespół opuścili Foster oraz McElroy a ich miejsca zajęli David Agent i Kevin Irving. W tym samym roku ukazał się drugi album zespołu – Listen To The Message, jednak nie osiągnął on większych sukcesów. Ostatnim albumem grupy był wydany w 1989 roku Under a Nouveau Groove.

## Dyskografia
- Life, Love and Pain (1986)
- Listen To The Message (1988)
- Under a Nouveau Groove (1989)